# Asteri (Tessàlia)
|  | Per a altres significats, vegeu «Astèrion». |

Asteri (en grec antic Άστέριος o Ἀστερίων) va ser una antiga ciutat de Tessàlia que ja menciona Homer al "Catàleg de les naus" a la Ilíada com una de les possessions d'Eurípil. Homer parla d'"Asteri i els cims blancs de Títan" (Ἀστέριον Τιτάνοιό τε λευκὰ κάρηνα), una muntanya situada al damunt de la ciutat.
No hi ha acord sobre la situació de la ciutat. Esteve de Bizanci diu que era la mateixa ciutat que Peiresia, de la que Apol·loni Rodi diu que es trobava a la confluència del riu Apidanos amb l'Enipeu. Estrabó situa la muntanya de Tità vora la ciutat d'Arne, i parla del color blanc dels cims, que en realitat defineix com a grans roques blanques. Apol·loni diu que Peiresia era a prop del mont Pileion, on Estrabó hi situa la ciutat de Pil·los, famosa per un temple d'Apol·lo. Una ciutat que Titus Livi anomena Iresia, podria ser en realitat Peiresia.